# VK Ostrava
Volejbalový klub Ostrava, zkráceně VK Ostrava, je mužský volejbalový klub v Ostravě. Mužský tým hraje pravidelně nejvyšší volejbalovou soutěž v ČR – ČEZ extraligu, kterou v sezóně 2012/2013 i vyhrál. V klubu působí a působila i řada významných volejbalových reprezentantů nebo hostujících hráčů ze zahraničí. V minulosti byla hlavním sponzorem klubu firma DHL, jejíž jméno měl tým i v názvu. V současnosti je klub finančně podporován statutárním městem Ostrava, Moravskoslezským krajem a MŠMT. Krom mužského týmu je v klubu organizován volejbal pro mládež. Týmy juniorů a kadetů hrají nejvyšší soutěže ve svých kategoriích.

## Historie

### Mistrovské tituly
- 3 – Československá volejbalová liga mužů 1 (1967/68), Česká volejbalová extraliga mužů 2 (2005/06, 2012/13)

### Česká volejbalová extraliga mužů
- sezóna 2005/2006 – 1. místo
- sezóna 2009/2010 – 3. místo
- sezóna 2010/2011 – 2. místo
- sezóna 2011/2012 – 4. místo
- sezóna 2012/2013 – 1. místo
- sezóna 2013/2014 – 5. místo
- sezóna 2014/2015 – 9. místo
- sezóna 2015/2016 – 10. místo
- sezóna 2016/2017 – 7. místo [1]
- sezóna 2017/2018 – 7. místo
- sezóna 2018/2019 – 3. místo
- sezóna 2020/2021 – 6. místo
- sezóna 2021/2022 – 10. místo

## Realizační tým
| Jan Václavík       | hlavní trenér    |
| Tomáš Krempaský    | statistik        |
| Ing. Tomáš Zedník  | vedoucí družstva |
| Stanislav Šereda   | masér            |
| Zdeněk Guřan       | fyzioterapeut    |
| MUDr. Dušan Suchoň | lékař            |
| David Ulrych       | kondiční trenér  |

## Soupiska 2019
| Jméno             | Pozice         | Číslo dresu | Datum narození | Národnost | Výška (cm) | Váha (kg) | Blokařský dosah (cm) | Smečařský dosah (cm) |
| ----------------- | -------------- | ----------- | -------------- | --------- | ---------- | --------- | -------------------- | -------------------- |
| Jan Štefko        | nahrávač       | 1           | 26.11.1996     | CZE       | 199        | 85        | 329                  | 343                  |
| Mariusz Marcyniak | blokař         | 2           | 05.03.1992     | POL       | 206        | 102       | 330                  | 340                  |
| Jakub Ihnát       | smečař         | 3           | 22.10.1996     | SVK       | 196        | 90        | 330                  | 343                  |
| Jakub Dvořák      | univerzál      | 4           | 20.02.1998     | CZE       | 198        | 85        | 329                  | 345                  |
| Ondřej Muroň      | blokař         | 5           | 05.11.1999     | CZE       | 202        | 95        | 330                  | 341                  |
| Radek Šoltýs      | univerzál      | 6           | 29.07.1987     | CZE       | 198        | 98        | 328                  | 340                  |
| Oliver Sedláček   | blokař         | 7           | 27.04.1998     | CZE       | 201        | 85        | 335                  | 350                  |
| Matouš Vancl      | libero; smečař | 10          | 26.03.1998     | CZE       | 185        | 76        | 315                  | 334                  |
| David Janků       | smečař         | 11          | 16.06.1995     | CZE       | 193        | 90        | 310                  | 330                  |
| Vojtěch Bauman    | smečař         | 12          | 20.06.1998     | CZE       | 195        | 76        | 320                  | 335                  |
| Błażej Podleśny   | nahrávač       | 13          | 13.09.1995     | POL       | 190        | 76        | 320                  | 330                  |
| Damian Sobczak    | libero         | 18          | 13.12.1991     | POL       | 184        | 80        | 305                  | 315                  |